# Edward Owusu
Edward Owusu (* 15. März 1944 in Apirede, Volta Region) ist ein ehemaliger ghanaischer Sprinter.
Bei den Olympischen Spielen 1968 in Mexiko-Stadt erreichte er in der 4-mal-100-Meter-Staffel das Halbfinale.
1970 schied er bei den British Commonwealth Games in Edinburgh über 200 m im Viertelfinale aus und gewann mit der ghanaischen 4-mal-100-Meter-Stafette Silber.